# Краснополье (Краснопольский район)
Краснопо́лье (бел. Краснаполле) — городской посёлок в Могилёвской области Беларуси. Административный центр Краснопольского района. Расположен в 120 км к юго-востоку от Могилёва и в 52 км от железнодорожной станции Коммунары (на линии Кричев — Унеча).
Численность населения — 5 529 человек (на 1 января 2025 года).

## Геральдика
Герб и флаг учреждены Указом Президента Республики Беларусь 3 января 2005 года № 1 и зарегистрированы в Государственном геральдическом регистре Республики Беларусь 6 января 2005 года № Б-39 и № 40. Одобрены решением Краснопольского районного Совета депутатов от 12 сентября 2002 года № 12-8.

## История
Историческое название — Малостовка. Происхождение названия Краснополье связывается с «Красное поле» — от богатства в регионе красной глины.
В посёлке были расположены комбинат стройматериалов, льнообрабатывающий, маслодельный и овощесушильный заводы, а также хлебозавод, однако их деятельность прекращена вследствие нерентабельности.
20 октября 1995 года административные единицы Краснопольский район и посёлок Краснополье, имеющие общий административный центр, объединены в одну административную единицу — Краснопольский район.

## Население
Численность населения — 5 529 человек (на 1 января 2025 года).
По переписи населения 1939 года, в Краснополье проживало 3572 человека: 2123 белоруса, 1181 еврей, 228 русских и представители других народов.
| Численность населения с 1939 года:                                                                                             |
| График не отображается по техническим причинам. Чтобы исправить это, воспроизведите график в новом формате, если это возможно. |

| Год            | 1939 | 1959  | 1970  | 1979  | 1989  | 2006  | 2018  | 2023   | 2024 | 2025   |
| -------------- | ---- | ----- | ----- | ----- | ----- | ----- | ----- | ------ | ---- | ------ |
| Население чел. | 3572 | ▲5205 | ▼4027 | ▲5748 | ▲6864 | ▼6319 | ▼5757 | ▼5 699 |      | ▼5 529 |

## Культура
- Дом культуры
- Государственное учреждение культуры «Краснопольский районный историко-этнографический музей»
- Молодёжный центр
- Народный музей ГУО «Средняя школа г. п. Краснополье»

## Достопримечательность
- При въезде в Краснополье расположен памятник отселённым деревням (с указанием наименований населённых пунктов Краснопольского района, которые прекратили своё существование впоследствии аварии на ЧАЭС).
- В центре Краснополье находится Аллея Славы, посвящённая уроженцам Краснопольщины — Героям Советского Союза и Социалистического Труда
- Районная Доска Почёта

### Памятник, скульптура
- Памятник В. И. Ленину
- Памятник воинам-афганцам и боевая машина десанта (БМД 1), установленный 1 октября 2013 года в день 70-летия освобождения Краснопольщины от немецко-фашистских захватчиков

## Галерея

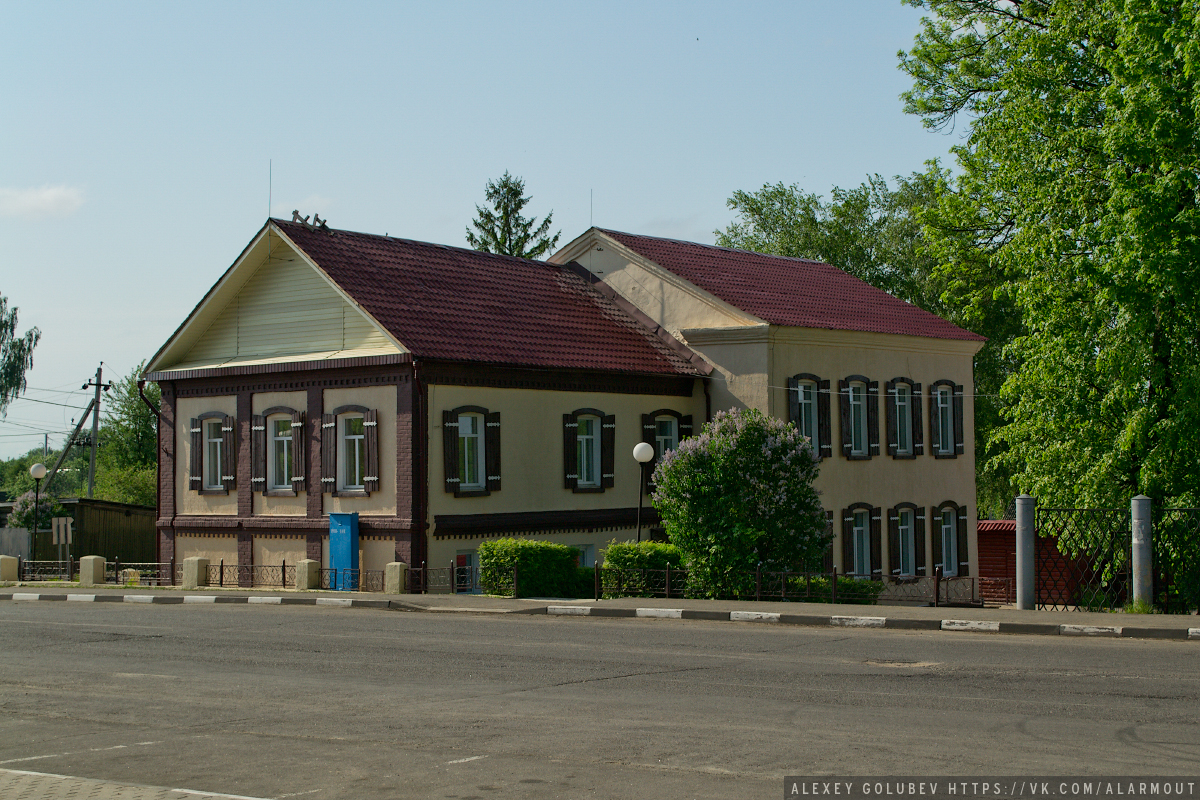
Историко-этнографический музей
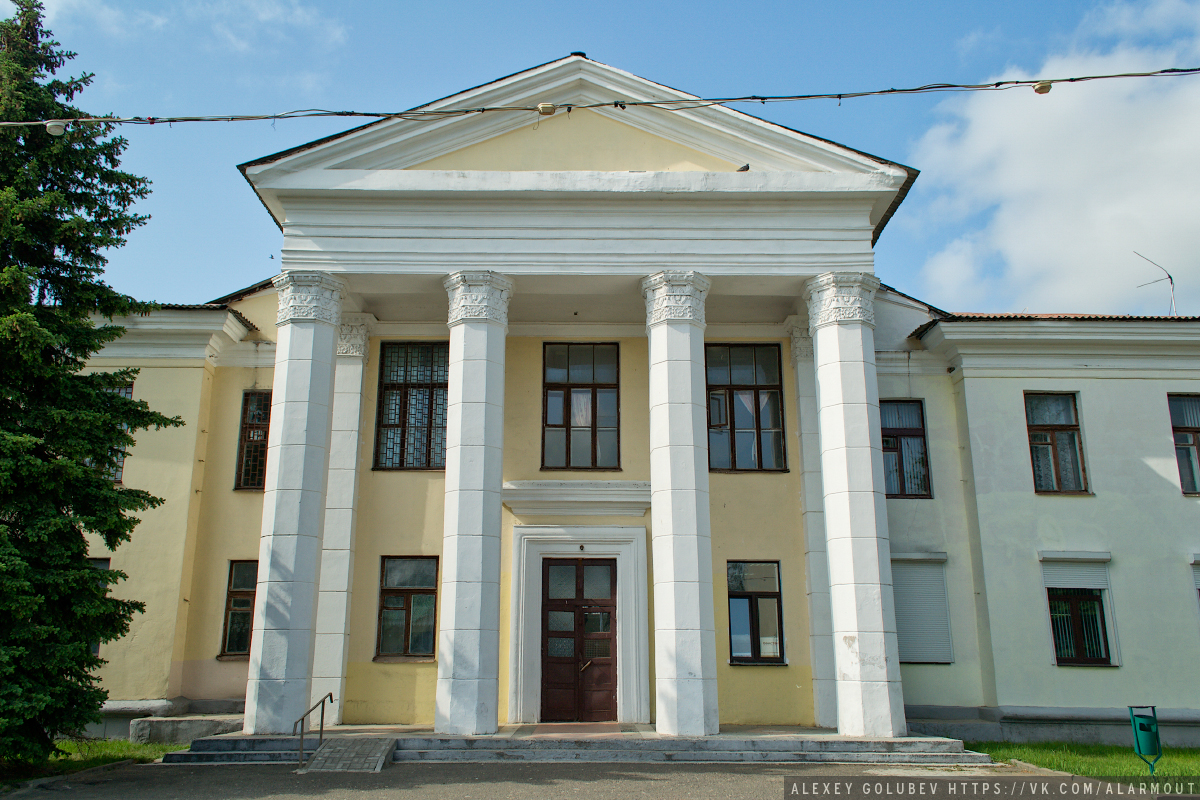
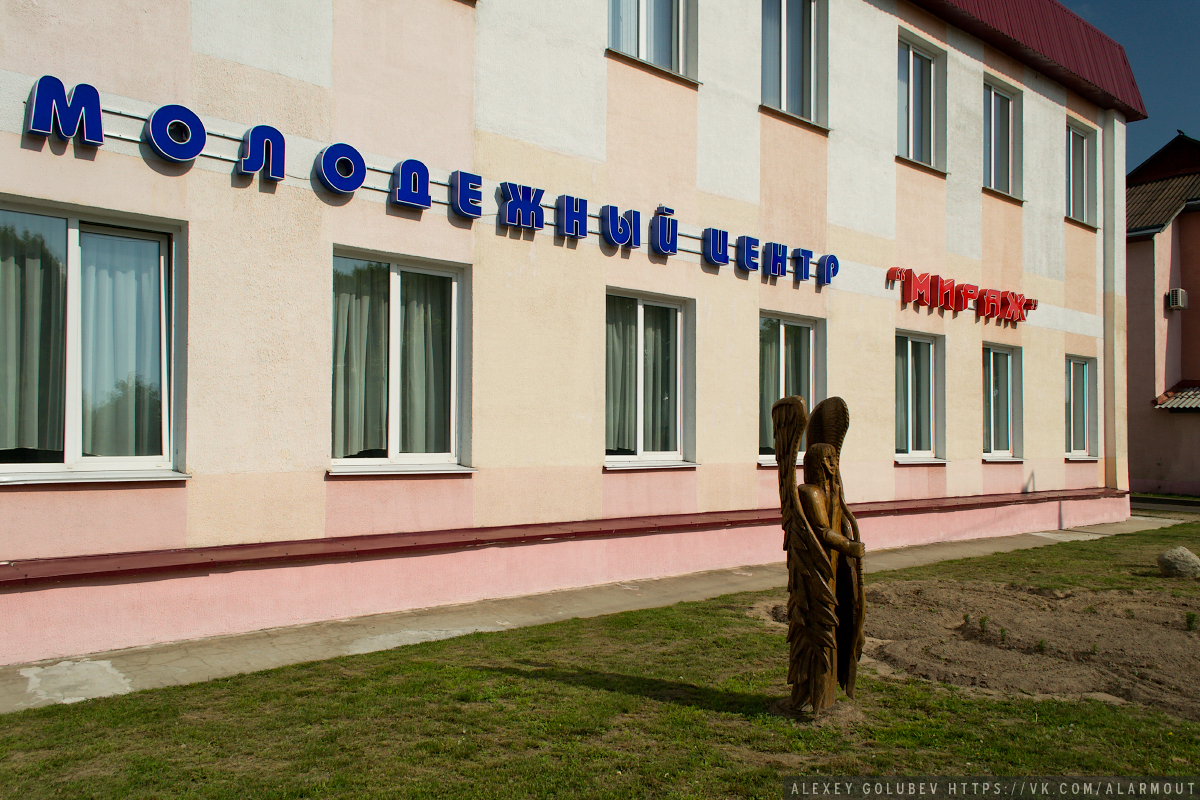
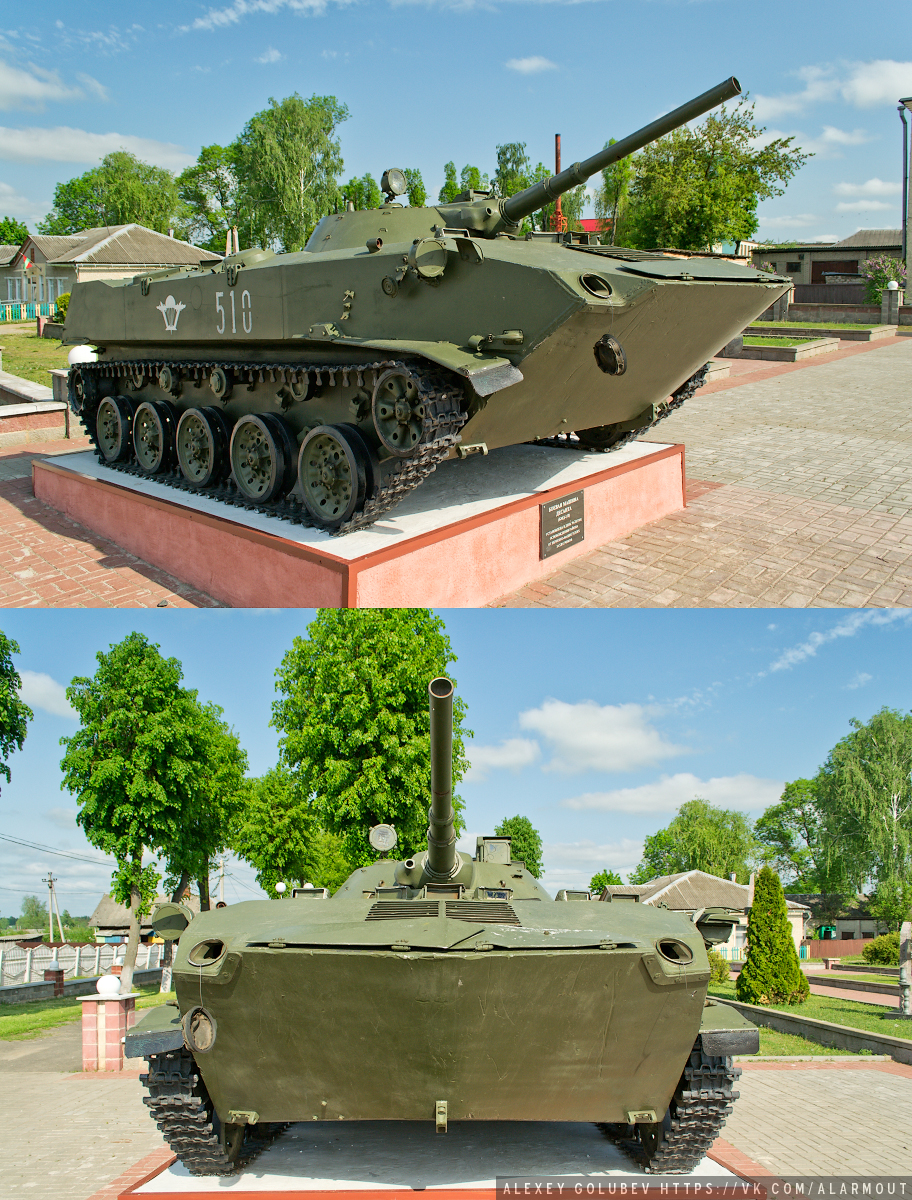
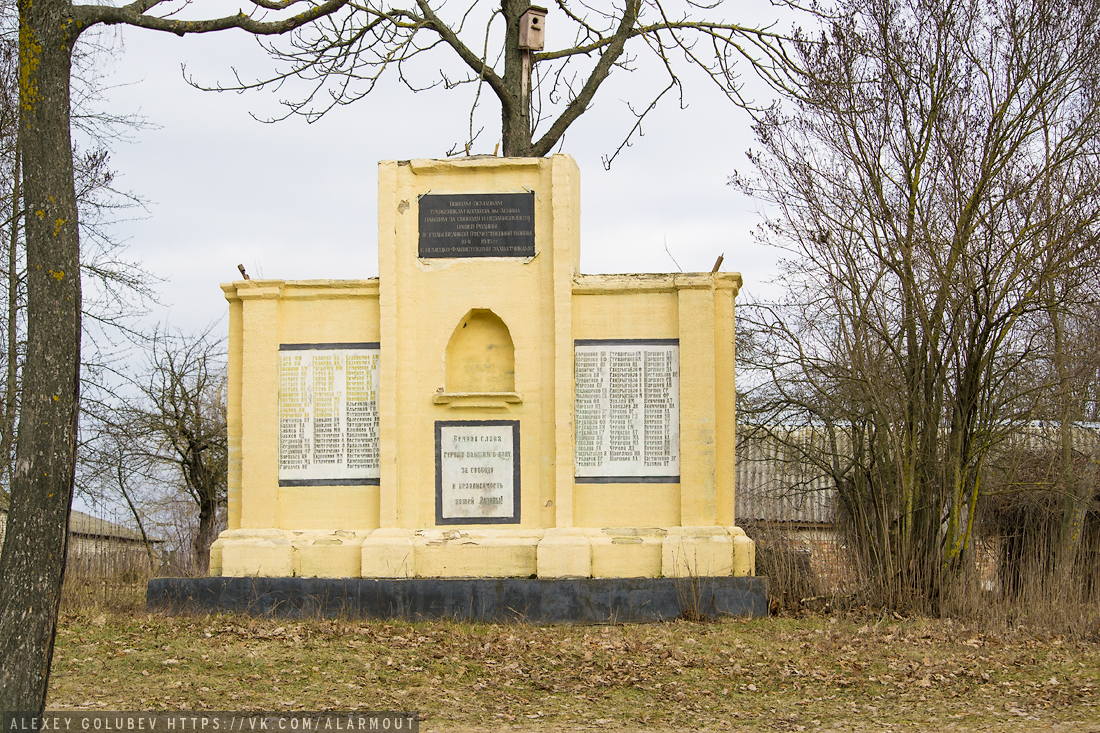
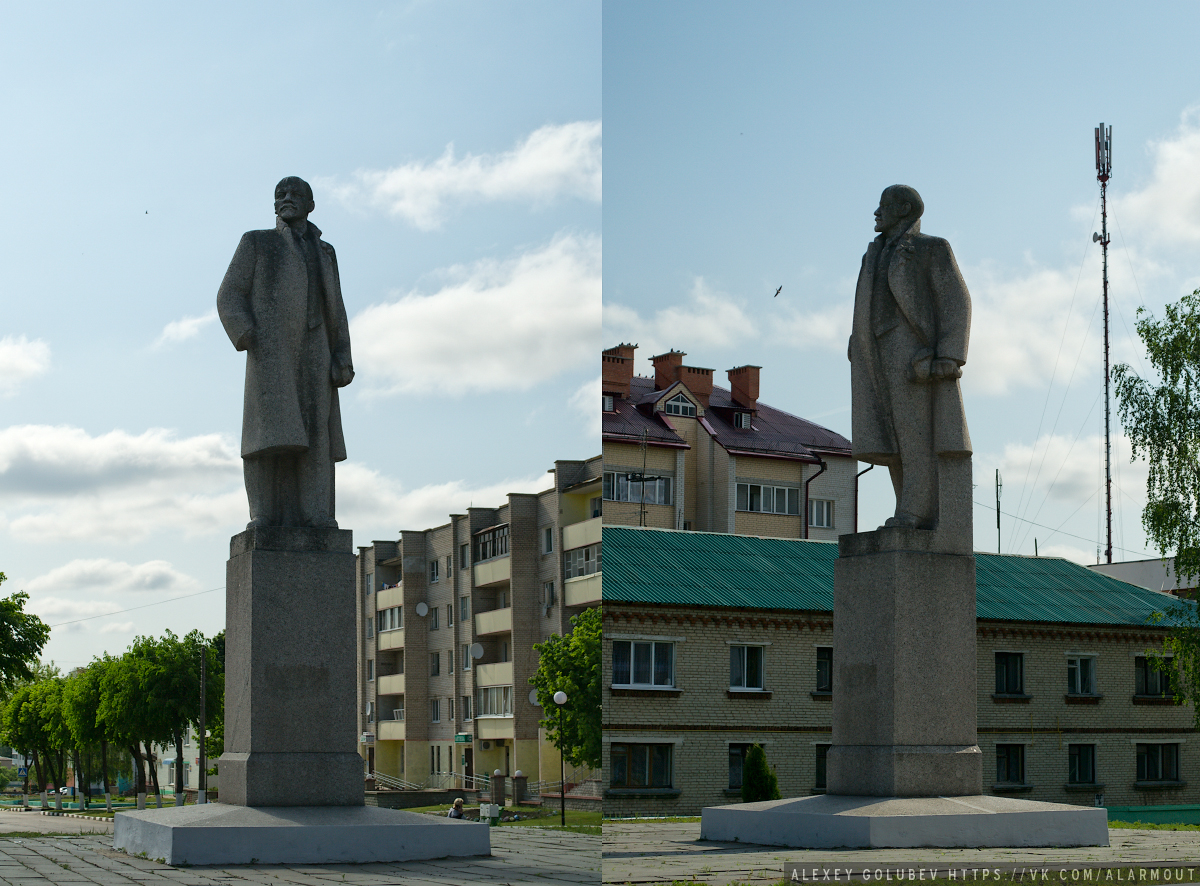
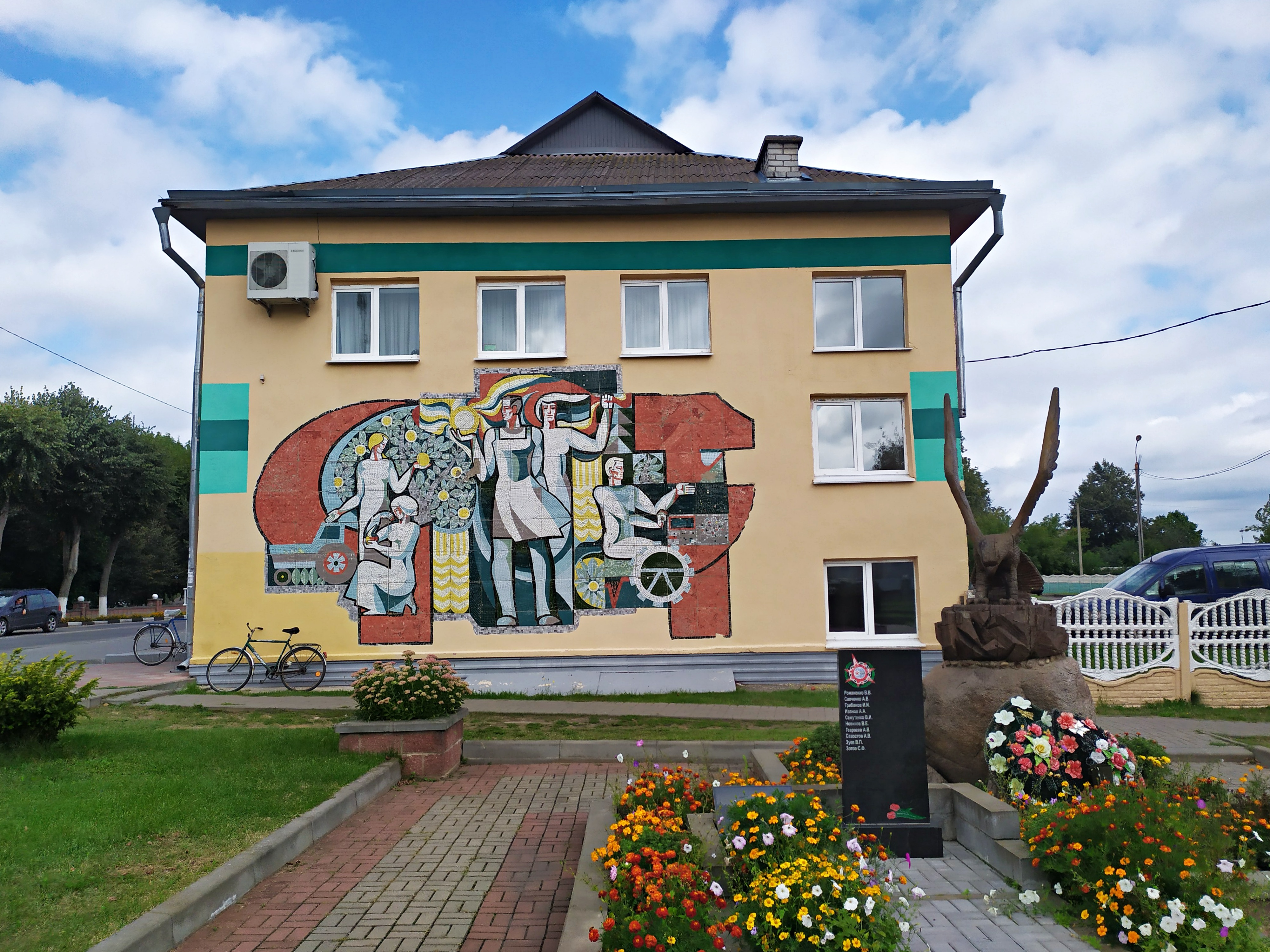